# Ancylophyes
Ancylophyes là một chi bướm đêm thuộc họ Tortricidae.